# Marco Aurélio Motta

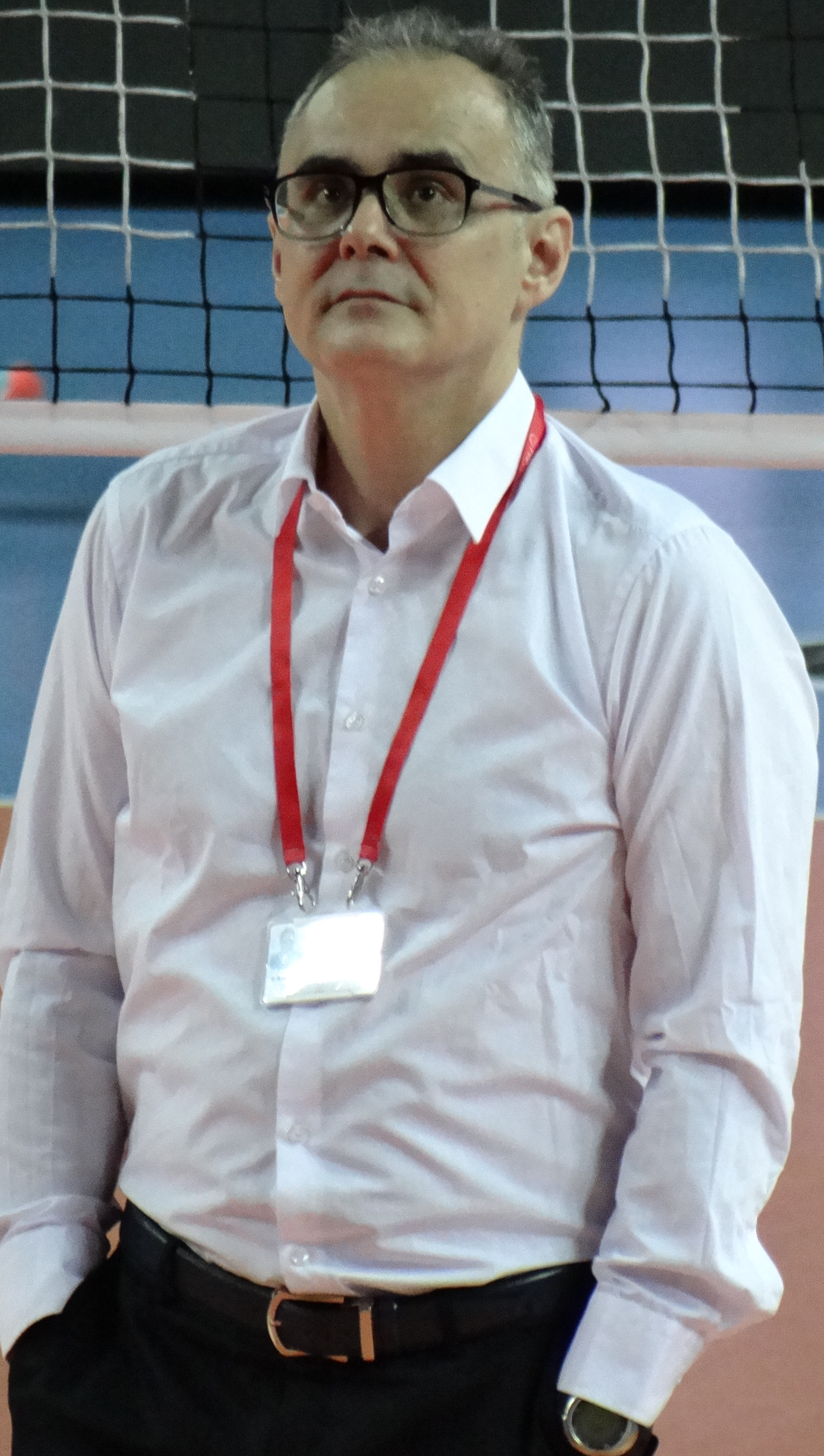

Marco Aurelio Motta (Rio de Janeiro, 1960) é um técnico de voleibol brasileiro.
Marco foi técnico da seleção feminina de voleibol do Brasil, e comandou a seleção feminina turca de voleibol de 2010 a 2016, com a qual conseguiu pela primeira vez a classificação para as Olimpíadas.